# Gabriel Martin
Pour les articles homonymes, voir Gabriel Martin (homonymie) et Martin.
Armand-Joseph-Gabriel Martin (1880-1962) est un médecin français né le 4 juillet 1880 et décédé le 29 juin 1962 à l'île de La Réunion.

## Biographie
Gabriel Martin naît à Saint-Paul le 4 juillet 1880 et est diplômé de la faculté de médecine de Montpellier en 1906. Il est l'ami d'enfance du futur docteur Raymond Vergès, avec lequel il cesse toute relation d'amitié quand celui-ci entre en politique.
Installé dans la maison natale, il entame la traditionnelle existence des médecins de l'époque. Il est nommé en 1910, membre de la commission administrative du bureau de bienfaisance de Saint-Paul tout en assurant également le service médical des indigents des Trois-Bassins jusqu'en 1920. Médecin de la commune et de l'asile d'aliénés, il n'est pas mobilisé pendant la Grande Guerre, pour « impossibilité de le remplacer ».
En 1925, à l'âge de quarante-cinq ans, il entre en politique, suivant les traces de son père Joseph Martin, conseiller général de Saint-Paul et décédé en 1906. Il devient lui-même un membre du conseiller général de La Réunion en 1925, maire en 1929, puis président du Conseil général en 1934.
Il démissionne de son mandat de maire en 1937 et est de nouveau nommé maire en 1941 par le gouverneur pétainiste Pierre Émile Aubert, jusqu'à l'arrivée à Saint-Denis du navire des Forces françaises libres Le Léopard en novembre 1942.
Il a la douleur de perdre sa fille unique Myriam d'une méningite alors qu'elle a seulement douze ans. En 1955, à l’âge de soixante-quinze ans, il consultait encore dans son cabinet, rue de la Réunion, à Saint-Paul. Sa nièce Paule Martin épousa un autre médecin réunionnais Achille Berg (1901-1976).
Il décède le 29 juin 1962, et l’année suivante son nom est donné à l'hôpital de Saint-Paul, toujours appelé centre hospitalier Gabriel-Martin.